# حي جونغنو
حي جونغنو هي حي في سول، في كوريا الجنوبية، بلغ عدد سكانها 154,398  نسمة وذلك حسب إحصائيات سنة 2016.

## مدن توأم
المدن التوأم:
- جيونغيوب (منذ 10 أبريل 1999).

## أعلام
- باك تشونغ هي